# قتاد بعوضي
القَتَاد البعوضي (باللاتينية: Astragalus pelecinus) نوع نباتي عشبي من جنس القتاد.

## البيئة والانتشار
موطنه بلاد الشام وتركيا.

## مرادفات للاسم العلمي
- (باللاتينية: Biserrula pelecinus L.)
- (باللاتينية: Biserrula mediterranea Bubani)
- (باللاتينية: Pelecinus biserrula Moench)
- (باللاتينية: Biserrula pelecinus var. gabrielis Sennen)
- (باللاتينية: Biserrula pelecinus var. vasilevii Degen & Urum.)